# Filip II. Orleanski
Filip II. Orleanski, (fr. Philippe d'Orléans, 1674. – 1723.) bio je član francuske kraljevske obitelji. Nakon smrti svoga strica, kralja Luja XIV., postao je regent i vladar Francuske, dok njegov petogodišnji rođak Luj XV. nije odrastao. Ovo doba u povijesti Francuske naziva se razdoblje regentstva (Regency, 1715. – 1723.)

## Životopis
Filip je bio jedini sin Filipa I. Orleanskog, brata Luja XIV., i njegove druge žene Elizabete Charlotte.
Vodio je uspješan rat protiv Španjolske u savezu s Engleskom, Austrijom i Nizozemskom. Prvo vojno iskustvo stekao je 1692. godine u Belgiji, gdje je živio naredne tri godine. Nakon povratka u Francusku bavio se prirodnim naukama, ali je ubrzo odlučio zbližiti se sa svojim stricem, Lujem XIV. Iskoristio je priliku i oženio je Françoise Marie de Bourbon, jednu od šestero priznate djece koje je Luju XIV. rodila njegova najpoznatija ljubavnica, Françoise-Athénaïs, markiza od Montespana, čime je zadobio veliko povjerenje i naklonost kralja. S njom je imao osmero djece, a priznao je još troje djece koje su mu rodile tri ljubavnice. Potom je predvodio vojsku u Italiji 1706. godine i u Španjolskoj 1707. i 1708. godine. Međutim, Filip u Španjolskoj gubi Lujevu naklonost; usprotivio se postavljanju Filipa V. na španjolsko prijestolje. Smrću Luja XIV. prijestolje je naslijedio njegov petogodišnji praunuk, Luj XV. Filip je odmah po kraljevoj smrti otišao u parlament i oborio njegovu oporuku, čime je sebe postavio kao apsolutnog izvršitelja kraljevske vlasti - regenta. Filip se sada morao nositi s ondašnjim financijskim prilikama. Njegova prva odluka bilo je otpuštanje 25.000 vojnika i snižavanje poreza. Za Filipa se kasnije govorilo da je imao osobine vladara, ali da je njegovo regenstvo uvelike obilježeno korupcijom. Privatno je bio sklon umjetnosti; glumio je u komadima Molièrea i Racinea, skladao je operu i bio talentirani slikar i graver. Tijekom njegova regenstva postojala je grupa nezadovoljnih plemića koji su željeli regenstvo prebaciti na španjolskog kralja Filipa V., ali ta je zavjera brzo razotkrivena i spriječena. Filip se formalno odrekao svoje kraljevske moći kada je Luj XV. proglašen punoljetnim, postavši kraljev premijer. Taj je položaj držao do smrti. Umro je u Versaillesu, a pokopan je u Château de Saint-Cloudu, svom rodnom gradu.